# Stanisław Mazur (1940–2018)
Stanisław Bonifacy Mazur (ur. 2 stycznia 1940 w Chorążycach, zm. 9 grudnia 2018 w Busku-Zdroju) – polski polityk i nauczyciel, poseł na Sejm PRL IX i X kadencji.

## Życiorys
Syn Bonifacego i Heleny. Ukończył Studium Nauczycielskie w Kielcach, a następnie w 1966 Wyższą Szkołę Pedagogiczną w Krakowie, uzyskując tytuł zawodowy magistra historii, pracował jako nauczyciel. Od 1969 do 1971 był na studiach doktoranckich na Uniwersytecie Jagiellońskim. W 1983 został prezesem krakowskiego komitetu ZSL oraz radnym Wojewódzkiej Rady Narodowej. Był także wiceprezesem Wydawnictwa Jagiellonia. W 1976 ukończył Podyplomowe Studium Służby Zagranicznej na Wyższej Szkole Nauk Społecznych przy KC PZPR.
Od 1961 do 1966 należał do Związku Młodzieży Wiejskiej. W 1961 przystąpił do Zjednoczonego Stronnictwa Ludowego. Pełnił funkcje instruktora (1966–1969) i sekretarza (1971–1975) powiatowego komitetu ZSL w Proszowicach, sekretarza wojewódzkiego komitetu w Nowym Sączu (1977–1978), kierownika wydziału społeczno-politycznego (1978–1983) i prezesa (1983–1989) komitetu krakowskiego ZSL oraz instruktora (1976–1977) i zastępcy członka (1984–1989) naczelnego komitetu ZSL.
W 1985 i 1989 uzyskiwał mandat posła na Sejm IX i X kadencji z okręgu nowohuckiego. Przez dwie kadencje zasiadał w Komisji Spraw Zagranicznych. Ponadto w trakcie IX kadencji należał do Komisji Górnictwa i Energetyki, a w trakcie X kadencji był pracował w Komisji Odpowiedzialności Konstytucyjnej. Pod koniec działalności Sejmu kontraktowego był członkiem Klubu Poselskiego Polskiego Stronnictwa Ludowego, działał w krakowskich strukturach partii.

## Odznaczenia
- Krzyż Oficerski Orderu Odrodzenia Polski (1989)
- Srebrny Krzyż Zasługi (1974)
- Medal 40-lecia Polski Ludowej